# Precum în iad, așa și pe pământ
Precum în iad așa și pe pămînt (în englezăAs Above, So Below) este un film horror/thriller din 2014 regizat de John Erick Dowdle disponibil pe Netflix pînă în data de 15 februarie 2022 .
Filmul prezinta aventura unei frumoase arheologe care cauta piatra filozofala în catacombele Parisului ajungand foarte aproape de iad în căutarea unei ieșiri din labirintul serpuitor .
Acest film arata ca o inregistrare recuperata , asa cel ce vizoneaza filmul poate spune că trăiește  exact ce trăiesc și personajele 
Catacombele Parisului  sunt un loc real dschis publicului , cu un ghid turistic .Există o groază de legende urbane cea mai populara fiind cea a camerei de flmat povestită de multe persoane pe YouTube .
Ele au fost deschise în 1874 si adăpostesc rămășițele a peste 6 milioane de oameni